# Großglockner-Hochalpenstraße
Großglockner-Hochalpenstraße – najwyżej położona droga samochodowa o utwardzonej nawierzchni w Austrii. Wybudowana została głównie w celu połączenia Tyrolu Wschodniego i Karyntii z resztą kraju, ale również w celach turystycznych. Konieczność jej budowy wynikła po zmianie granic i utracie Tyrolu Południowego oraz przecięciu głównej (po południowej stronie Taurów) doliny Puster (Pustertal) granicą włosko-austriacką po zawarciu w 1919 traktatu pokojowego w Saint-Germain. Do realizacji inwestycji powołano spółkę Großglockner Hochalpenstraße AG.
Droga łączy kraje związkowe Salzburg i Karyntię. Rozpoczyna się w gminie Bruck an der Großglocknerstraße, biegnie przez przełęcze Fuscher Törl oraz Hochtor (tam przebiega m.in. przez tunel, do którego wjazd znajduje się na wysokości 2504 m n.p.m.), a swój koniec ma w gminie Heiligenblut am Großglockner w Kaiser-Franz-Josefs-Höhe w pobliżu lodowca Pasterze.

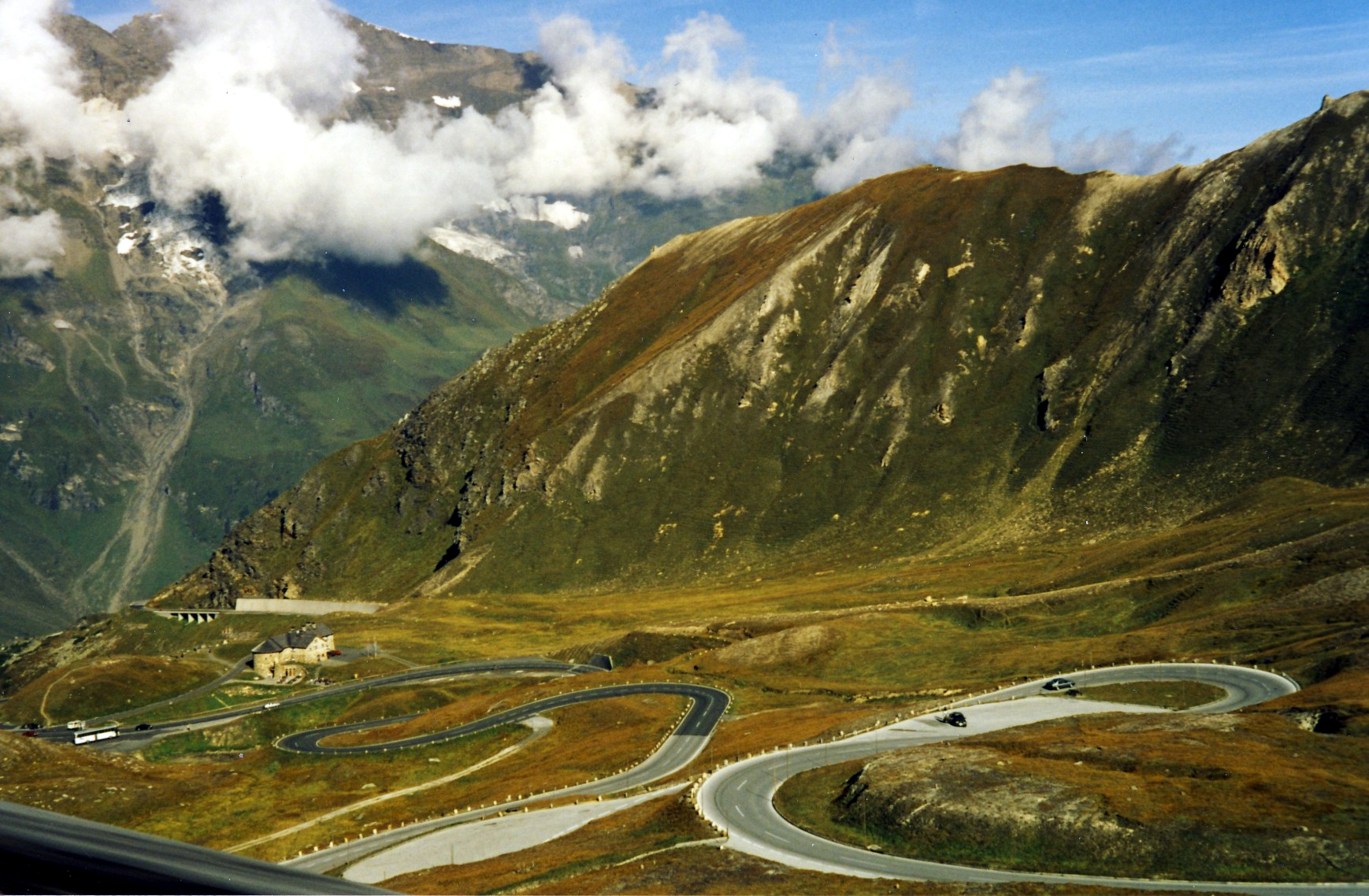
Droga w 1997
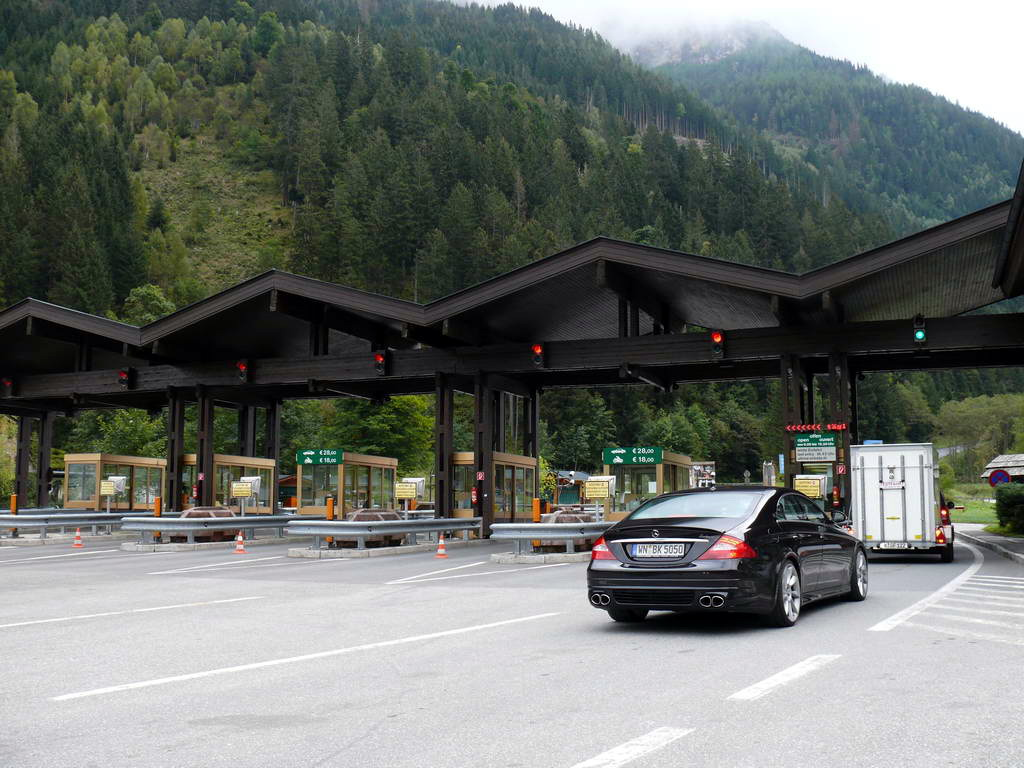
Bramki wjazdowe
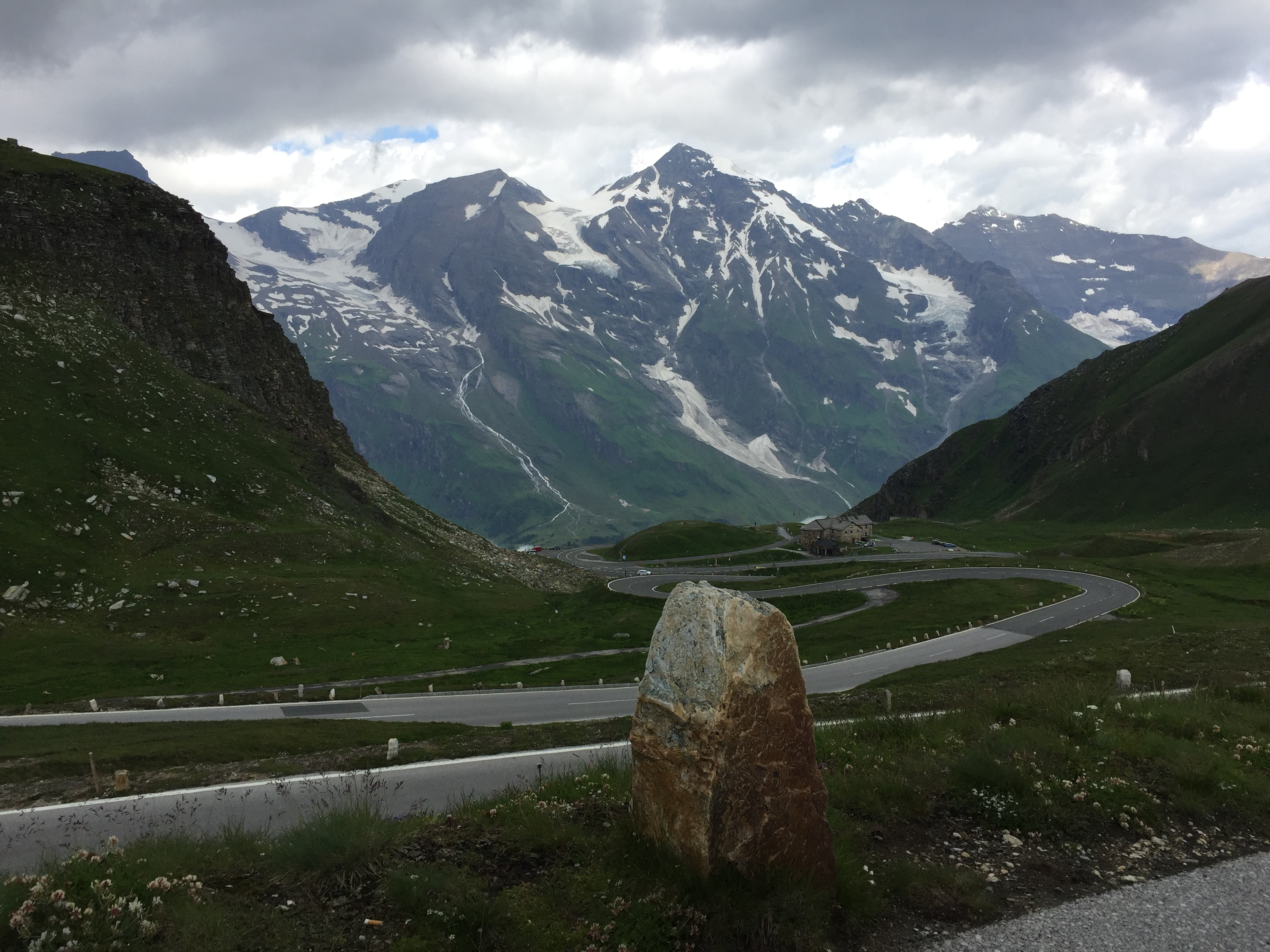
Droga w lipcu
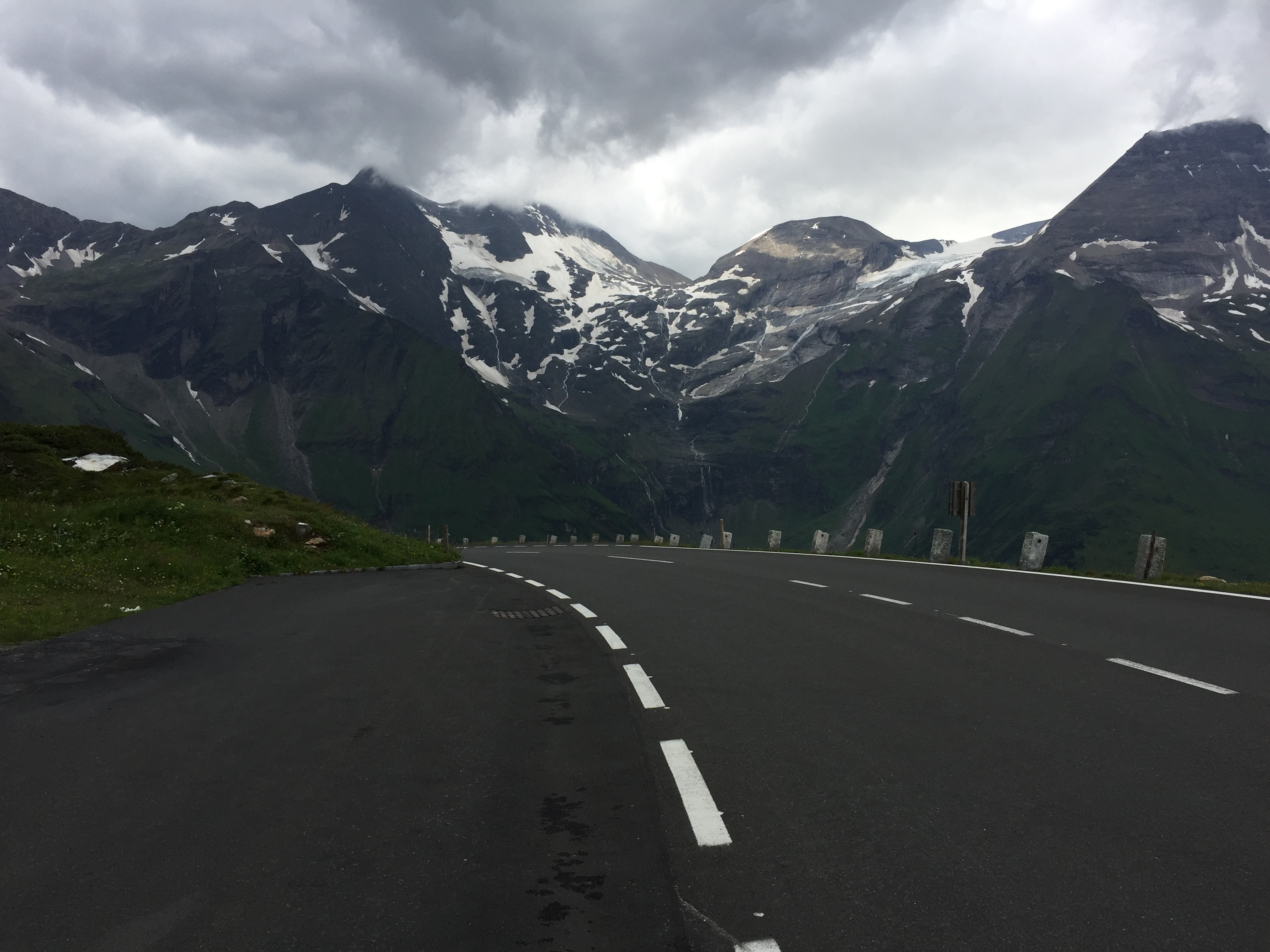
Droga w lipcu
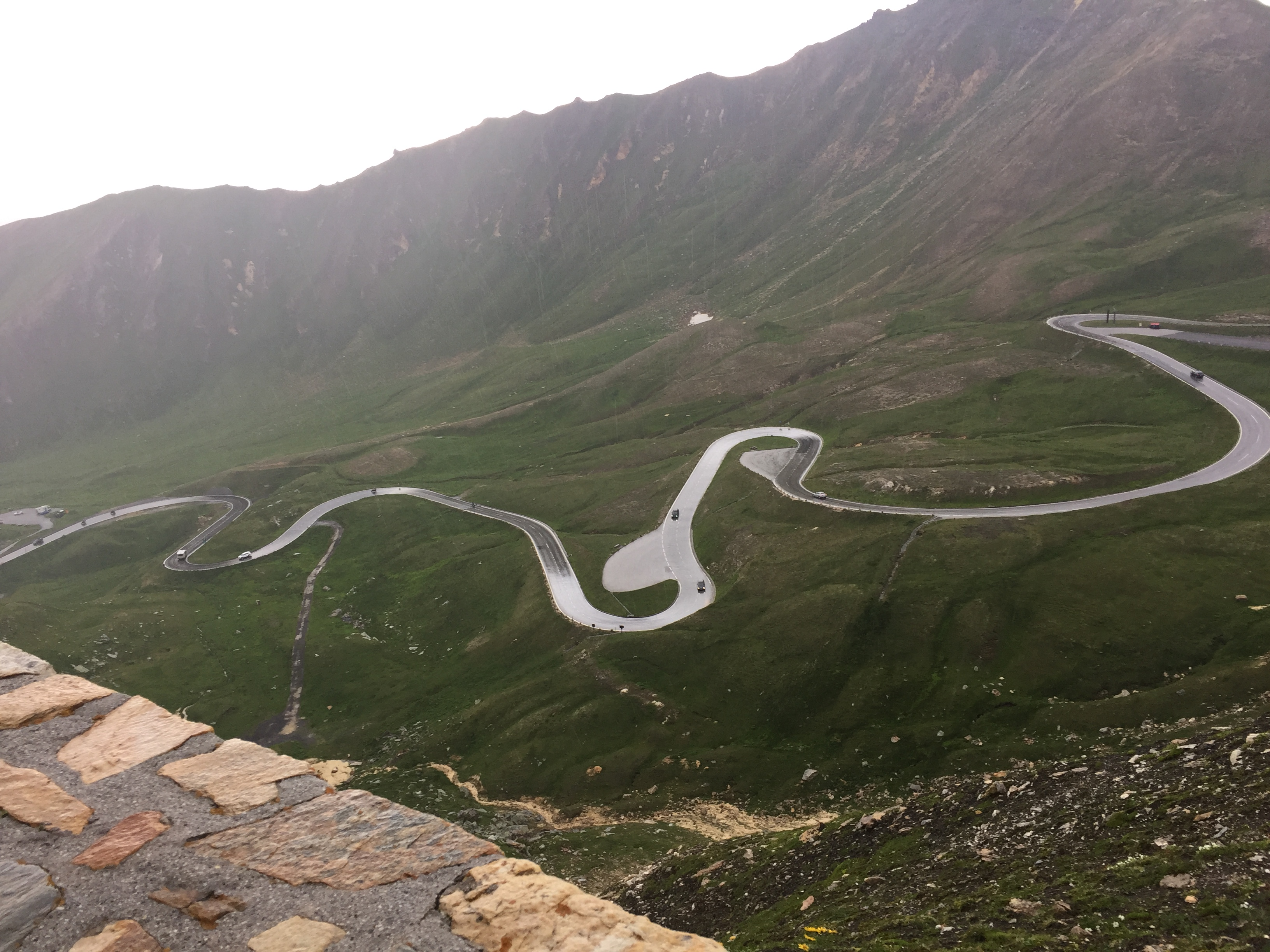
Großglockner-Hochalpenstraße w 2017